# 中华人民共和国债券市场
中华人民共和国债券市场，简称中国债券市场或中国债市，是中国证券市场的重要组成部分。中国债券市场的雏形始于中华人民共和国成立初期，但真正意义的债券市场是与金融体制改革和经济体制改革同时开始的，伴随着中国大陆从计划经济向社会主义市场经济过渡的过程中形成并逐渐发展起来的。截至2016年，中国债券市场发行规模达到36.1万亿。

## 发展历程
中华人民共和国成立初期，经济极度困难。在政府财政收入有限、支出规模庞大的形势下，中国开始尝试发行国债。1949年12月2日，中央人民政府委员会第四次会议通过了《关于发行人民胜利折实公债的决定》。1950年11月，期限5年、总额2亿元的“人民胜利折实公债”正式发行。1954年至1958年间，中国政府连续发行5次“国家经济建设公债”。1959年至1978年间，由于政治上受到“左”的影响，政府在20年间停止了一切债券发行活动。
1978年至1979年，由于推行国有企业“企业基金制度”“利润留成”等政策，财政赤字一度高企，政府开始向人民银行透支，造成了通货膨胀。
1981年，为了治理通货膨胀，政府开始恢复发行“国库券”。然而1981年至1990年，国库券的发行和承销始终是靠行政手段强制某些机构和个人非自愿购买完成的。在国家科委颁布的《国家高新技术产业开发区若干政策的暂行规定》等文件中，“免购国家重点建设债券”一度被作为是政府对高新技术企业的扶持政策。1987年后，国家重点建设债券、财政债券、保值公债、特种公债等国家债券大量发行，债券种类开始逐渐丰富。

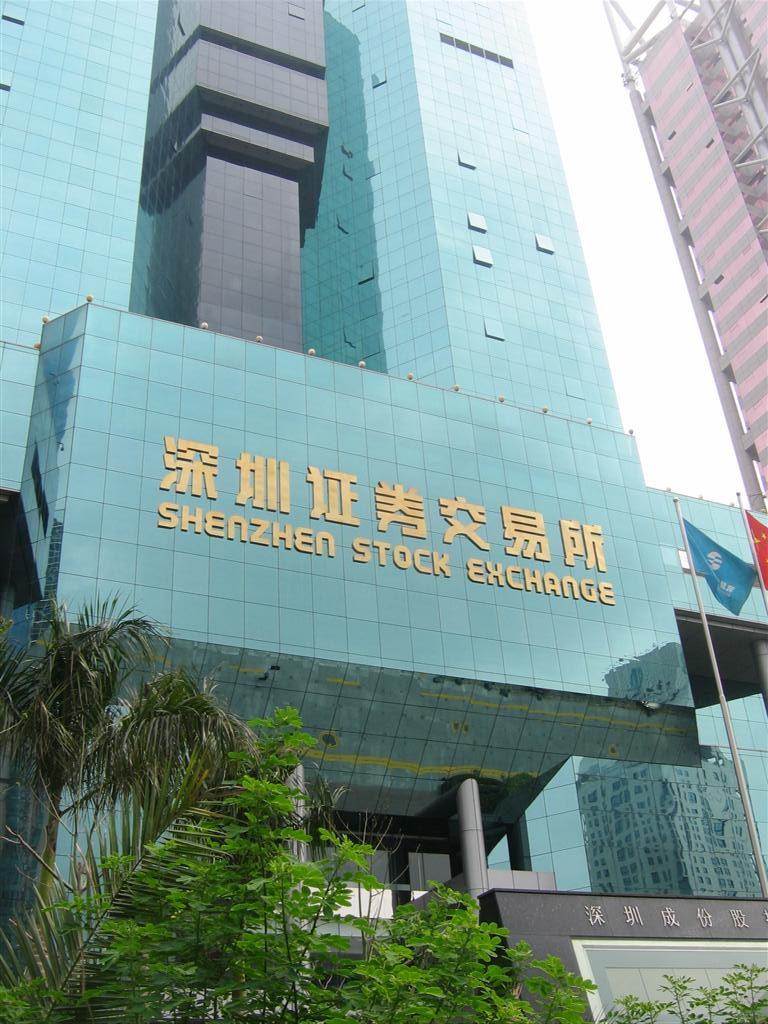
深圳证券交易所旧址，中国第一支上市的企业债券在此发行

1992年至2000年，在上交所、深交所建立初期，中国绝大多数债券交易仍在实物券形式在柜台进行交易。1993年，国债期货在上海交易所进行试点，同年，上交所推出国债回购业务。8月2日，国务院修订颁布了《企业债券管理条例》。
1994年，深交所开通债券交易，同年11月1日，“深盐田”作为第一支上市的企业债券在深圳证券交易所上市。
1997年，由中国长江三峡工程开发总公司为发行主体、三峡工程建设基金进行担保的企业债券“三峡债”发行。而三峡工程建设基金是由财政部在全国范围内征收的自1993年至2009年共17年的电力附加税，因此企业债券三峡债也被看做“准国债”。
2007年8月，中国证监会颁布《公司债券发行试点办法》。
2014年3月，由上海超日太阳能科技股份有限公司为发行主体、中信建投证券保荐、在深交所挂牌上市的“11超日债”违约，成为中国大陆地区首支违约的公司债券。
2015年1月，中国证监会在《公司债券发行试点办法》的基础上修订颁布了《公司债券发行与交易管理办法》。
2016年12月，国海证券伪造公司印章私签债券交易协议事件爆发，一度引发中国债券市场暴跌。同时，该事件暴露出灰色代持业务及交易对手风险，对中国债券市场投资者的信心造成影响。
截至2016年，中国债券市场发行规模达到36.1万亿。
2020年9月21日，银行间债市延长T+1交易时间至晚上8时，以方便不同時區的中國境内外投资者交易。

## 组织形式
中国债券市场的组织形式，有场内市场和场外市场之分。其中，场内市场为交易所市场，场外市场则是银行间债券市场和商业银行柜台市场雏形始于中华人民共和国成立初期，但真正意义的债券市场是与金融体制改革和经济体制改革同时开始的，伴随着中国大陆从计划经济向社会主义市场经济过渡的过程中形成并逐渐发展起来的。

### 交易所债券市场
交易所债券市场是中国债券市场的典型的场内市场，主要指上海证券交易所和深圳证券交易所。目前，中国证券登记结算有限公司是交易所债券市场指定的登记、托管和结算机构。中国证监会负责对交易所市场的监管管理。

### 银行间交易市场
银行间交易市场是机构投资者进行大宗交易的场外市场，是中国债券市场的主体。目前，中央国债登记结算有限责任公司和上海清算所是银行间债券市场指定的登记、托管和结算机构。

### 商业银行柜台交易市场
商业银行柜台交易市场是债券交易的场外市场，个人和中小投资者可以通过商业银行的营业网点进行国债买卖，并由商业银行办理托管和结算。